# Matthew Fielding
Matthew Matt Fielding, Jr, est un personnage fictif de la série télévisée américaine Melrose Place, interprété par Doug Savant.
Matt est un homme ouvertement gay travaillant comme travailleur social à Los Angeles. Personnage secondaire de la série, il gagne en popularité parmi les fans de la série grâce à son combat pour faire accepter son homosexualité dans une société américaine des années 90 encore largement puritaine. 
Matt Fielding apparaît comme un personnage régulier de 1992 à 1997, puis est tué hors écran dans un accident de voiture.
Contrairement aux problèmes relationnels et au comportement sexuel des autres personnages hétérosexuels, les intrigues autour de Matt sont principalement liées à l'homophobie. Le personnage est présenté comme l'un des plus adorables, faisant preuve de bonté et de sensibilité. Matt connaît plusieurs relations amoureuses, mais les relations sexuelles avec ses partenaires ne sont jamais montrées à l'écran, car la Fox avait peur des réactions conservatrices.

## Histoire du personnage

### Saison 1
Matt travaille dans un centre social pour les jeunes défavorisés, il est passionné par son métier mais doit faire face aux coupes budgétaires, ce qu'il l'exaspère fortement. Il est très proche de Rhonda Blair qu'il considère comme sa meilleure amie.
Il subit une agression homophobe à Santa Monica. Il pourra compter sur le soutien de Jack, ils seront dépités par la réaction de la police. 
Pour couronner le tout, il est licencié lorsque son  employeur découvre son homosexualité. Il ne se laisse pas faire et porte l'affaire en justice.
Pour financer ses frais d'avocat, il demande de l'aide financière à ses parents. Sa mère veut le soutenir mais son père se montre réfractaire.